# Жилье, Томас
Томас Клемент Филипп Жилье Корреа (исп. Thomas Clemente Philippe Gillier Correa; род. 28 мая 2004, Лас-Кондес, Сантьяго) — чилийский футболист, вратарь клуба «Клёб де Фут Монреаль».

## Клубная карьера
Жилье — воспитанник клуба «Универсидад Католика». 24 февраля 2024 года в матче против «Ньюбленсе» он дебютировал в чилийской Примере. Летом 2025 года Жилье подписал контракт с итальянской «Болоньей», подписав контракт на 5 лет и сразу же был отдан в аренду в канадский «Клёб де Фут Монреаль». 6 августа в поединке Кубка Лиг против мексиканской «Пуэблы» Томас дебютировал за основной состав. 10 августа в матче против «Атланта Юнайтед» он дебютировал в MLS.